# Expedições no Brasil Colônia
No dia 26 de janeiro e no mês de fevereiro de 1500, duas expedições, respectivamente dos navegadores espanhóis Vicente Yáñez Pinzón e Diego de Lepe, atingiram o cabo de Santo Agostinho, no litoral de Pernambuco. Por ter sido o primeiro europeu a desembarcar na costa brasileira, Pinzón é considerado por diversos estudiosos o descobridor do Brasil.
Contudo, na historiografia luso-brasileira, as terras atualmente pertencentes ao Brasil foram descobertas pelos portugueses em 22 de abril de 1500 por uma esquadra capitaneada por Pedro Álvares Cabral, fidalgo português. A evidência maior de tal feito é a descrição pelo então escrivão da esquadra de Cabral, Pero Vaz de Caminha, ao rei de Portugal, das impressões gerais dos portugueses e das possibilidades da terra. Abaixo, são transcritos trechos deste documento:
| “ | Esta terra, senhor, é muito chã e muito formosa. Nela, até agora não podemos saber se haja ouro, nem prata, nem nenhuma coisa de metal... porém a terra em si é de muito bons ares; as águas são muitas, infindas; em tal maneira é graciosa, que, querendo-a aproveitar, dar-se-á nela de tudo; porém o melhor fruto, que nela se pode fazer, me parece que será salvar esta gente... | ” |

A partir daí, a Coroa portuguesa organizou e liberou uma série de expedições às terras encontradas. Essas expedições são, geralmente, classificadas em duas categorias: 
- expedições exploradoras, destinadas ao reconhecimento e mapeamento do território;
- expedições guarda-costas, destinadas a proteger as referidas terras de possíveis investidas de exploradores de outras nacionalidades.

## Expedições

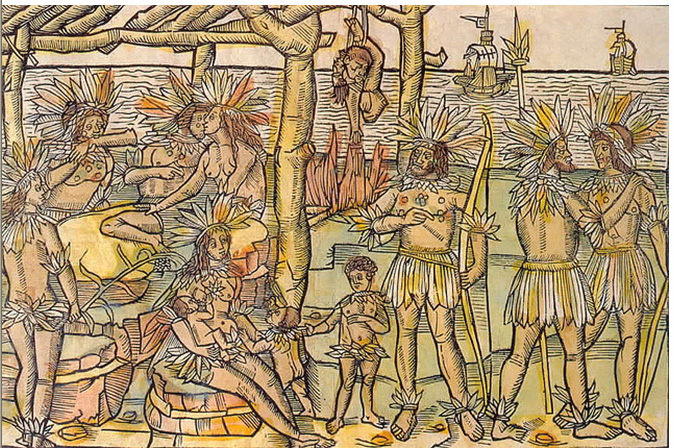
Gravura retratando a antropofagia observada por Américo Vespúcio no Brasil na Primeira Expedição Exploradora (1501-1502)

- 1501-1502 - Primeira Expedição Exploradora: composta por três navios, essa expedição partiu de Lisboa, em maio de 1501. Seu comandante, ao que se sabe, foi o navegador Gaspar de Lemos. Participava, da tripulação, o experiente navegador florentino Américo Vespúcio, que verificou a existência de grande quantidade de pau-brasil em longas faixas do litoral, o que provocou contentamento em diversos comerciantes. Essa expedição, ao percorrer o litoral brasileiro, deu nome aos principais acidentes geográficos que foram encontrados, conforme o santo de cada dia e as festas religiosas comemoradas na época. Assim, surgiram nomes como cabo de São Roque, rio São Francisco, ilha de São Sebastião, ilha de São Vicente, entre outros
- 1503-1504 – Segunda Expedição Exploradora: composta de seis navios, essa expedição partiu de Lisboa, em junho de 1503. Comandada por Gonçalo Coelho, também contou com a ajuda de Américo Vespúcio. Foi organizada em função de um contrato assinado entre o rei de Portugal e um grupo de comerciantes de Lisboa, entre os quais se destacava o rico Fernão de Noronha. O contrato permitia, aos comerciantes, extrair o pau-brasil, mediante o pagamento de tributos à Coroa Portuguesa e o compromisso de:

1. enviar seis navios anualmente ao Brasil para  explorar até trezentas léguas do seu litoral;
2. construir feitorias destinadas à proteção do litoral, mantendo-as pelo prazo de três anos.[4]

- 1516-1520 – Expedições Guarda-Costas, também chamadas de Expedições Policiadoras: durante o século XVI, franceses e portugueses tiveram vários confrontos disputando o comércio do pau-brasil, madeira cobiçada pela indústria têxtil europeia. Para conter o intenso contrabando francês do pau-brasil, foram organizadas as expedições guarda-costas. Essas expedições foram comandadas por Cristóvão Jacques e tinham um caráter basicamente militar, pois sua missão era aprisionar os navios franceses que, sem pagar tributos à Coroa Portuguesa, retiravam enormes quantidades de pau-brasil do litoral brasileiro. O resultado alcançado por essas expedições foi pouco significativo. A grande extensão da costa brasileira tornava impossível policiá-la integralmente e impedir o tráfico por contrabandistas.[4]